# 內含及外延性質
在物理學中，內含性質（英語：intensive property）是指系統中不隨系統大小或系統中物質多少而改變的物理性质，內含性質是尺度不變的物理量。
相反的，外延性質（英語：extensive property）是指系統中會和系統大小或系統中物質多少成比例改變的物理性质，二個個別獨立，不相關的系統，其外延性質有加成性，個別系統外延性質的和就是總系統的外延性質。
例如，密度和物質的多少無關，因此是物質的內含性質。物質的量常用質量及體積來表示，這二個都是外延性質。

## 內含性質
內含性質是不隨物質多少或系統大小而改變的物理性质。例如一個熱平衡的系統，其溫度為一定值，若將此系統分割為二個子系統，子系統的溫度也會和原系統的溫度相同。一個均質系統的密度也有相同的特性，若將系統分割為二半，其質量及體積都會變化，但其密度不變。
根據狀態原則，一個相當簡單的系統只需要二個獨立的內含性質就可以完整描述其狀態，其他的內含性質可以由這二種內含性質衍生而來。
有些內含性質（例如粘度）是宏观的物理量，不適用在一些特別小的系統中。

### 舉例
以下列出一些內含性質：
- 溫度
- 化學勢
- 密度或比重
- 黏度
- 速度
- 電阻率
- 比能
- 比热容
- 材料硬度
- 熔點及沸點
- 壓强
- 延展性
- 彈性
- 磁化強度
- 濃度

## 外延性質
依IUPAC綠皮書的定義，外延性質是一種物理性質，系統中此性質的量可由組成此系統所有子系統中對應性質的量相加而得。外延性質具有可加成性，往往也和物質的量或系統的大小有關。
將二個外延性質相除常會得到另一個內含性質，例如質量及體積二者均為外延性質，二者相除所得的密度即為一內含性質。

### 舉例
以下列出一些外延性質：
- 能量
- 熵
- 吉布斯能
- 質量
- 動量
- 物质的量
- 體積
- 面積
- 電荷

## 相關的內含及外延性質
有許多性質有其對應的內含性質或外延性質，其中許多是熱力學性質。熱力學性質中的外延性質和熱力學系統的大小有關，包括體積（V）、內能（U）、焓（H）、熵（S）、吉布斯能（G）、亥姆霍茲自由能（A）及熱容（CV及Cp）。上述外延性質的符號均使用大寫，除了體積外，都和熱力學系統中的粒子數有關。
對於均質的物體，上述的外延性質都有其對應的內含性質，是單位質量下的外延性質，和熱力學系統的大小無關，而且會用小寫的字母表示符號。上一段外延性質對應的內含性質有比容（v，即密度的倒數）、比內能（u）、比焓（h）、比熵（s）、比吉布斯能（g）、比亥姆霍茲自由能（a）及比熱容（cV及cp）。這些熱力學性質均為材料性質，會隨溫度、壓力、材料成份而改變，不過不會隨熱力學系統的大小或粒子的數量而改變。以下是相關的列表
| 外延性質 | 符號 | SI制單位 | 內含性質** | 符號 | SI制單位       |
| -------- | ---- | -------- | ---------- | ---- | -------------- |
| 體積     | V    | m3 or L* | 比容***    | v    | m3/kg or L*/kg |
| 內能     | U    | J        | 比內能     | u    | J/kg           |
| 熵       | S    | J/K      | 比熵       | s    | J/(kg·K)       |
| 焓       | H    | J        | 比焓       | h    | J/kg           |
| 吉布斯能 | G    | J        | 比吉布斯能 | g    | J/kg           |
| 定容熱容 | CV   | J/K      | 定容比熱容 | cV   | J/(kg·K)       |
| 定壓熱容 | Cp   | J/K      | 定壓比熱容 | cp   | J/(kg·K)       |

* L = 公升, J = 焦耳
** 上述內含性質均是以單位質量為準
*** 比容是密度的倒數
若物質的分子量已知，或者系統中的莫耳數已知，上述的熱力學性質可以表示以單位莫耳的量來表示，此時的熱力學性質為內含性質，但會沿用外延性質的名稱，在前面加上「莫耳」作為識別：例如莫耳體積、莫耳內能、莫耳焓、莫耳熵等。其符號有時會和上述單位質量的熱力學性質一樣使用小寫字母，不過有時會使用大寫字母，再另外註明是單位莫耳下的性質。單位莫耳下的性質中，最廣為人知的就是理想氣體在标准状况（標準溫度與標準壓力）下的莫耳體積= 22.41 升/莫耳。莫耳吉布斯能常稱為化學勢，符號為μ，若是討論混合物中的莫耳吉布斯能，常用μi對應其中第i種成份的莫耳吉布斯能。

## 不是內含性質，也不是外延性質的性質
有些性質既不是內含性質，也不是外延性質。例如二個電阻器的電阻值只有在串聯時才是二電阻個別阻值的和，若二電阻並聯時，就不滿足此條件。電阻不滿足加成性，因此不是外延性質。二個相同材質，在相同溫度及壓力下的電阻器，其電阻和長度成正比，和面積成反比，因此也會隨尺寸而變化，因此也不是內含性質。
另一個反例是相對論中的不變質量，若二個子系統彼此有相對運動，此時不變質量沒有加成性，因此不變質量不是外延性質，而不變質量也不是內含性質。